# John Ericsson (staty)

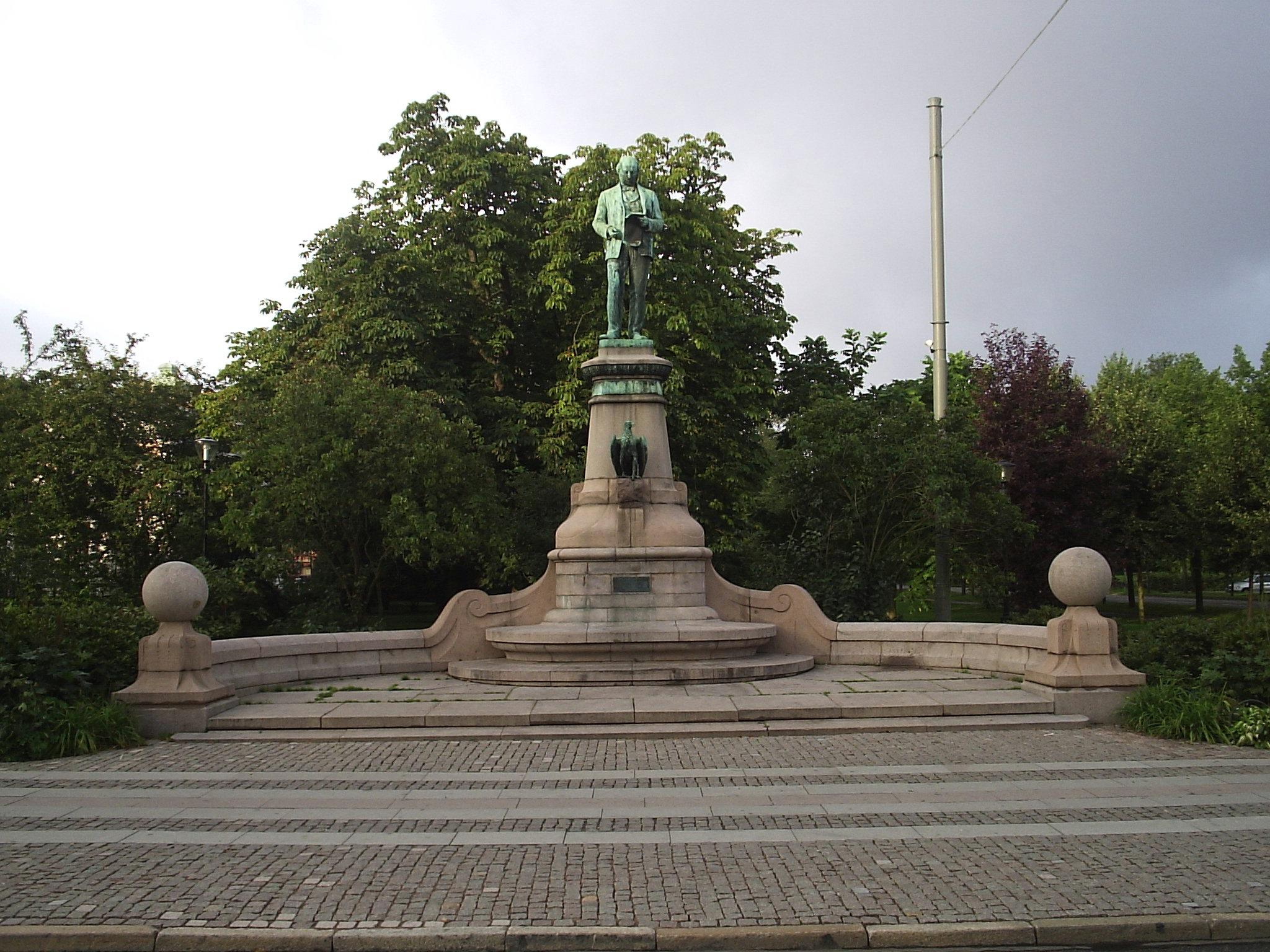
John Ericssons staty vid Avenyn

Se Nybroplan för statyn i Stockholm.
John Ericsson-statyn är en helfigursstaty i Göteborg, föreställande uppfinnaren John Ericsson. Den skapades av skulptören Ingel Fallstedt, och invigdes på eftermiddagen den 6 oktober 1899. Statyn är placerad vid Kungsportsavenyens början, mellan Nya Allén och Parkgatan och i den nordöstligaste delen av Kungsparken. Statyn är i brons, och står på en sockel skapad av arkitekterna Isak Gustaf Clason, Yngve Rasmussen och Eugen Thorburn. Skulptören Ingel Fallstedt tog livet av sig kort efter att han färdigställt statyn men innan den gjutits färdigt.

## Tillblivelsen
Det var den riksbekante järnvägsbyggaren Claes Adelsköld som hade startat en insamling för att hylla John Ericsson med en staty.
I början av februari 1897 gavs uppdraget åt Ingel Fallstedt att skapa en helfigursstaty av Ericsson. Det var Fallstedts första monument och den skulle gjutas i brons, ett material som Fallstedt vanligtvis inte arbetade med. Fallstedts skissförslag var dock en byst på en kolonn, och nedanför denna låg ett väldigt lejon med ett propellerblad mellan tassarna. Fallstedt fick ändå uppdraget på villkor att han skulle skapa en helfigur med armar och ben. Hans idé till kolonnen och sockeln förkastades av kommittén bakom beställningen och uppdraget att utföra sockeln gick istället till arkitekterna Isak Gustaf Clason, Yngve Rasmussen och Eugen Thorburn.
Fallstedt modellerade statyn i professor Steins studio på Charlottenborg, Danmark i Köpenhamn. Underkroppen ska ha vållat Fallstedt stora problem och han arbetade länge med skulpturen utan att bli nöjd. Han hade så pass mycket dubier inför verket att han, enligt sin skulptörkollega Ludvig Brandstrup som fungerade som assistent i tillblivelsen av statyn, i perioder ska ha uppträtt mycket agiterad, nästan sinnessjukt, för att sen bli likgiltig inför arbetet. Efter att skulpturen var färdig och skickad till gjuteriet lade han in sig på Lunds lasarett för neurasteni, en diagnos vars symptombild liknar det som i dag kallas utmattningssyndrom. Efter fjorton dagar på lasarettet reste han tillbaka med sin fru i Köpenhamn där han tog sitt liv. Hans assistent Brandstrup, och många andra, hävdade att "det var statyn som dödade honom".
Statyn göts i brons hos hovgjutare Lauritz Rasmussen Köpenhamn.
Avtäckningen sköttes av fullmäktiges ordförande August Wijkander samt statykommitténs ordförande Olof Wijk.
På minnesplattan står det att läsa: "John Ericsson (1803-1889). Verkade i Sverige, England och USA. Svensk uppfinnare som bl a konstruerade båtpropellern och krigsfartyget USS Monitor under amerikanska inbördeskriget. Uppfört av konstnären Ingel Fallstedt 1899."